# Sookalduse
Sookalduse is een plaats in de Estlandse gemeente Peipsiääre, provincie Tartumaa. De plaats heeft de status van dorp (Estisch: küla) en telt 51 inwoners (2021). In 2000 waren dat er 37.
Tot in oktober 2017 hoorde Sookalduse bij de gemeente Vara. In die maand werd Vara bij de gemeente Peipsiääre gevoegd.

## Het dorp
De Tugimaantee 43, de secundaire weg van Aovere via Kallaste naar Kasepää, komt door Sookalduse. De rivier Kääpa stroomt door het dorp en vormt over een afstand van ongeveer 2 km de grens tussen Sookalduse en het buurdorp Meoma. In het zuidelijke buurdorp Keressaare ligt het moerasgebied Keressaare raba, waar de Kääpa ontspringt.
Bij Sookalduse ligt de zwerfsteen Pollikivi met de afmetingen 10,0 x 8,1 x 4,0 meter. De omtrek is 27,60 meter.
In het dorp ligt een beschermd gebied waar narcissen groeien. Oorspronkelijk was het gebied de tuin van Peep Sibul, de eigenaar van een van de boerderijen in het dorp, die de narcissen op het eind van de 19e eeuw had aangeplant. Nadat hij was verhuisd, verwilderde de tuin, maar de narcissen bleven.

## Geschiedenis
Sookalduse werd voor het eerst genoemd In 1582 onder de naam Sokallo, een nederzetting op het landgoed van Warrol (Vara). In 1592 heette ze Sokalo en in 1798 Sokaldus.
In 1977 werd het buurdorp Iidlase bij Sookalduse gevoegd.